# Haverlah
Haverlah is een gemeente in de Duitse deelstaat Nedersaksen. De gemeente maakt deel uit van de Samtgemeinde Baddeckenstedt in het Landkreis Wolfenbüttel. Haverlah telt 1.588 inwoners. De gemeente bestaat uit de kernen Haverlah, Steinlah en Söderhof.

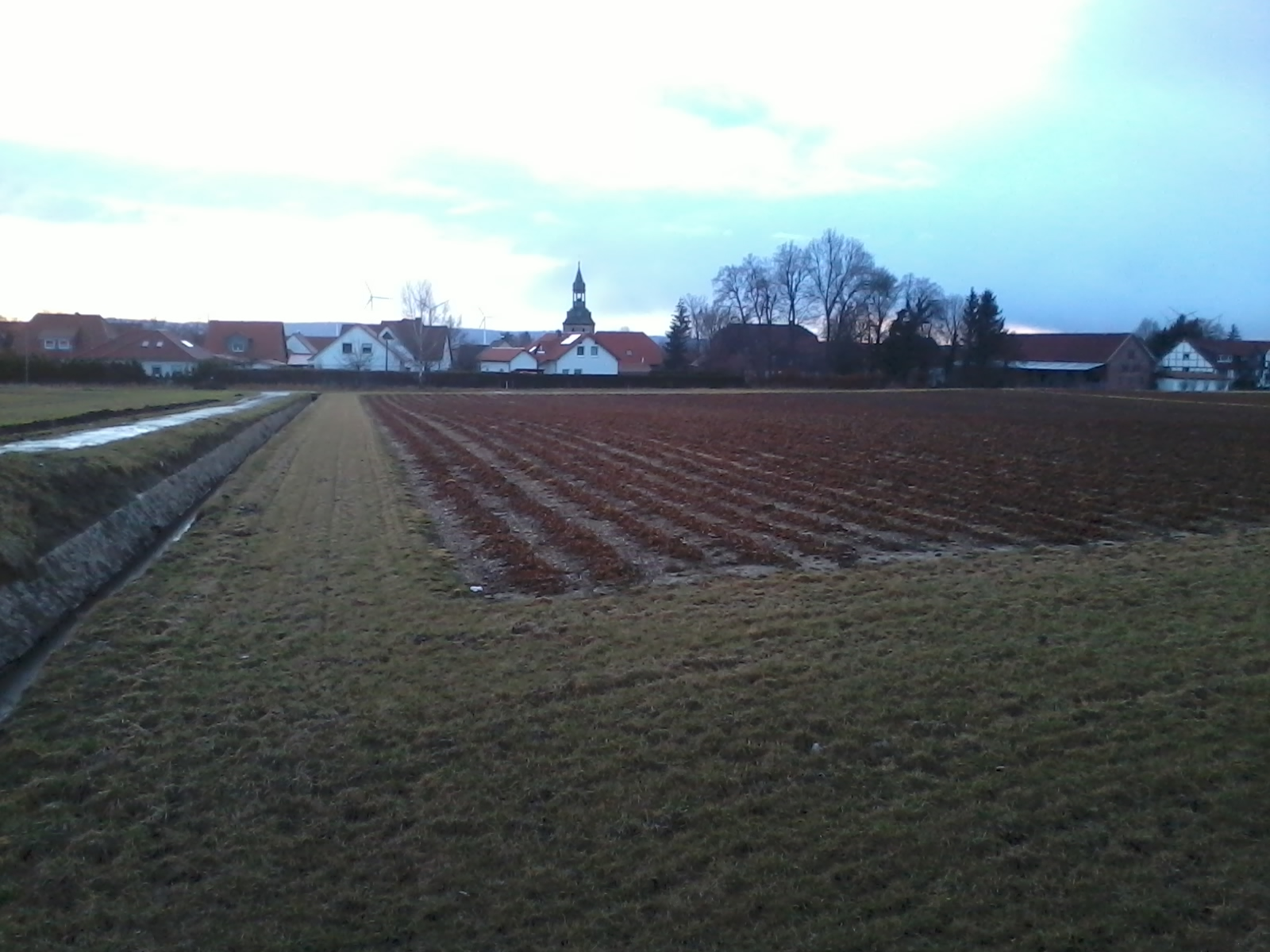
Haverlah (vanaf de B6)

- Gemeinsame Normdatei: 4509556-5
- Virtual International Authority File: 237443714
- WorldCat: E39PBJcccvyPpfGXg4vqbMrcyd

Baddeckenstedt · 
Börßum · 
Burgdorf · 
Cramme · 
Cremlingen · 
Dahlum · 
Denkte · 
Dettum · 
Dorstadt · 
Elbe · 
Erkerode · 
Evessen · 
Flöthe · 
Haverlah · 
Hedeper · 
Heere · 
Heiningen · 
Kissenbrück · 
Kneitlingen · 
Ohrum · 
Remlingen-Semmenstedt · 
Roklum · 
Schladen-Werla · 
Schöppenstedt · 
Sehlde · 
Sickte · 
Uehrde · 
Vahlberg · 
Veltheim (Ohe) · 
Winnigstedt · 
Wittmar · 
Wolfenbüttel